# Teinobasis rubricauda
Teinobasis rubricauda là một loài chuồn chuồn kim trong họ Coenagrionidae.
Teinobasis rubricauda được Lieftinck miêu tả khoa học năm 1974.